# David Gonzalez
Pour les articles homonymes, voir David González et Gonzalez.
David Gonzalez, né le 9 novembre 1986 à Genève, est un footballeur bi-national espagnol et suisse. Il évolue au poste de gardien.

## Carrière
D’abord formé au Servette FC, David Gonzalez signe un contrat professionnel avec le FC Sion en 2005, devenant troisième gardien derrière Fabrice Borer et Germano Vailati et joue durant les trois premières saisons principalement avec les espoirs valaisans. Après avoir fêté la promotion en 1re ligue au terme de sa première saison sous les couleurs sédunoises, il participe à 29 rencontres en 2006-2007 et connaît dans le même temps ses premières sélections en équipe de Suisse espoirs, où il se retrouve en concurrence avec Dragan Djukic. La saison suivante, il se retrouve gardien remplaçant de la première équipe, derrière Vailati, même s’il joue sept matchs durant l’automne avec la deuxième équipe. En raison de performances jugées insuffisantes du gardien titulaire, Gonzalez se retrouve propulsé gardien numéro un par le président Christian Constantin. Après l’arrivée d’Essam El-Hadary en avril 2008, il se retrouve à nouveau sur le banc.
Barré par El-Hadary, Vailati et Nicolas Beney, Gonzalez commence la saison 2008-2009 avec la seconde garniture du FC Sion, avant d’être prêté, le 30 septembre, dans son club formateur. Au terme de cette saison, il est définitivement transféré à Servette, avec qui il fête la promotion en Super League à la fin de la saison 2010-2011. Titulaire lors de la saison 2011-2012, il perd sa place durant la saison suivante au profit de João Barroca (de). Mis de côté après l’arrivée de Roland Müller à l’été 2013, il se joint à l'Étoile Carouge FC en 1re ligue promotion. Revenu à Servette en 2016, il met un terme à sa carrière au terme de la saison 2017-2018 pour devenir entraîneur des gardiens au sein de l’académie de son club.

## Statistiques
| Saison                | Club                  | Championnat           | Championnat | Championnat | Coupe(s) nationale(s) | Coupe(s) nationale(s) | Compétition(s) continentale(s) | Compétition(s) continentale(s) | Compétition(s) continentale(s) | Suisse -21 ans | Suisse -21 ans | Total | Total |
| Saison                | Club                  | Division              | M.          | B.          | M.                    | B.                    | Comp.                          | M.                             | B.                             | M.             | B.             | M.    | B.    |
| 2006-2007             | FC Sion II            | 1re ligue             | 29          | 0           | -                     | -                     | -                              | -                              | -                              | 4              | 0              | 33    | 0     |
| 2007-2008             | FC Sion II            | 1re ligue             | 7           | 0           | -                     | -                     | -                              | -                              | -                              | -              | -              | 7     | 0     |
| 2007-2008             | FC Sion               | Super League          | 10          | 0           | -                     | -                     | -                              | -                              | -                              | 5              | 0              | 15    | 0     |
| 2008-2009             | FC Sion II            | 1re ligue             | 6           | 0           | -                     | -                     | -                              | -                              | -                              | -              | -              | 6     | 0     |
| 2008-2009             | Servette FC (prêt)    | Challenge League      | 21          | 0           | -                     | -                     | -                              | -                              | -                              | -              | -              | 21    | 0     |
| Sous-total            | Sous-total            | Sous-total            | 73          | 0           | -                     | -                     | -                              | -                              | -                              | 9              | 0              | 82    | 0     |
| 2009-2010             | Servette FC           | Challenge League      | 29          | 0           | 3                     | 0                     | -                              | -                              | -                              | -              | -              | 32    | 0     |
| 2010-2011             | Servette FC           | Challenge League      | 32          | 0           | 2                     | 0                     | -                              | -                              | -                              | -              | -              | 34    | 0     |
| 2011-2012             | Servette FC           | Super League          | 25          | 0           | 2                     | 0                     | -                              | -                              | -                              | -              | -              | 27    | 0     |
| 2012-2013             | Servette FC           | Super League          | 10          | 0           | 1                     | 0                     | C3                             | 1                              | 0                              | -              | -              | 12    | 0     |
| Sous-total            | Sous-total            | Sous-total            | 96          | 0           | 8                     | 0                     | -                              | 1                              | 0                              | -              | -              | 105   | 0     |
| 2013-2014             | Étoile Carouge FC     | 1re ligue promotion   | 20          | 0           | -                     | -                     | -                              | -                              | -                              | -              | -              | 20    | 0     |
| 2014-2015             | Étoile Carouge FC     | Promotion League      | 30          | 0           | 2                     | 0                     | -                              | -                              | -                              | -              | -              | 32    | 0     |
| 2015-2016             | Étoile Carouge FC     | Promotion League      | 17          | 0           | -                     | -                     | -                              | -                              | -                              | -              | -              | 17    | 0     |
| Sous-total            | Sous-total            | Sous-total            | 67          | 0           | 2                     | 0                     | -                              | -                              | -                              | -              | -              | 69    | 0     |
| 2015-2016             | Servette FC           | Promotion League      | 10          | 0           | -                     | -                     | -                              | -                              | -                              | -              | -              | 10    | 0     |
| 2016-2017             | Servette FC           | Challenge League      | 13          | 0           | -                     | -                     | -                              | -                              | -                              | -              | -              | 13    | 0     |
| 2017-2018             | Servette FC           | Challenge League      | 10          | 0           | 2                     | 0                     | -                              | -                              | -                              | -              | -              | 12    | 0     |
| Sous-total            | Sous-total            | Sous-total            | 33          | 0           | 2                     | -                     | -                              | -                              | -                              | -              | -              | 35    | 0     |
| Total sur la carrière | Total sur la carrière | Total sur la carrière | 269         | 0           | 12                    | 0                     | -                              | 1                              | 0                              | 9              | 0              | 291   | 0     |

## Palmarès
- 2011 : Vice-champion de Suisse de deuxième division avec le Servette FC et promotion en Super League
- 2016 : Champion de Suisse de troisième division avec le Servette FC et promotion en Challenge League